# Riverdale Park (Califòrnia)
Riverdale Park és una concentració de població designada pel cens dels Estats Units a l'estat de Califòrnia. Segons el cens del 2000 tenia 1.094 habitants.

## Demografia
Segons el cens del 2000, Riverdale Park tenia 1.094 habitants, 289 habitatges, i 238 famílies. La densitat de població era de 297,5 habitants/km².
Dels 289 habitatges en un 46% hi vivien nens de menys de 18 anys, en un 58,1% hi vivien parelles casades, en un 15,6% dones solteres, i en un 17,6% no eren unitats familiars. En l'11,4% dels habitatges hi vivien persones soles el 5,2% de les quals corresponia a persones de 65 anys o més que vivien soles. El nombre mitjà de persones vivint en cada habitatge era de 3,72 i el nombre mitjà de persones que vivien en cada família era de 3,99.
Per edats la població es repartia de la següent manera: un 35,1% tenia menys de 18 anys, un 7,9% entre 18 i 24, un 30,3% entre 25 i 44, un 19% de 45 a 60 i un 7,8% 65 anys o més.
L'edat mediana era de 31 anys. Per cada 100 dones de 18 o més anys hi havia 111,3 homes.
La renda mediana per habitatge era de 35.217 $ i la renda mediana per família de 37.386 $. Els homes tenien una renda mediana de 30.000 $ mentre que les dones 24.688 $. La renda per capita de la població era d'11.066 $. Entorn del 14,2% de les famílies i el 20,7% de la població estaven per davall del llindar de pobresa.

## Poblacions més properes
El següent diagrama mostra les poblacions més properes.